# Sheldon van der Linde
Sheldon van der Linde, född 13 maj 1999 i Johannesburg, är en sydafrikansk racerförare. Han är bror till racerföraren Kelvin van der Linde.